# Apalis ruddi
Apalis ruddi е вид птица от семейство Cisticolidae.

## Разпространение
Видът е разпространен в Малави, Мозамбик, Южна Африка и Свазиленд.